# Juan Carlos Scannone

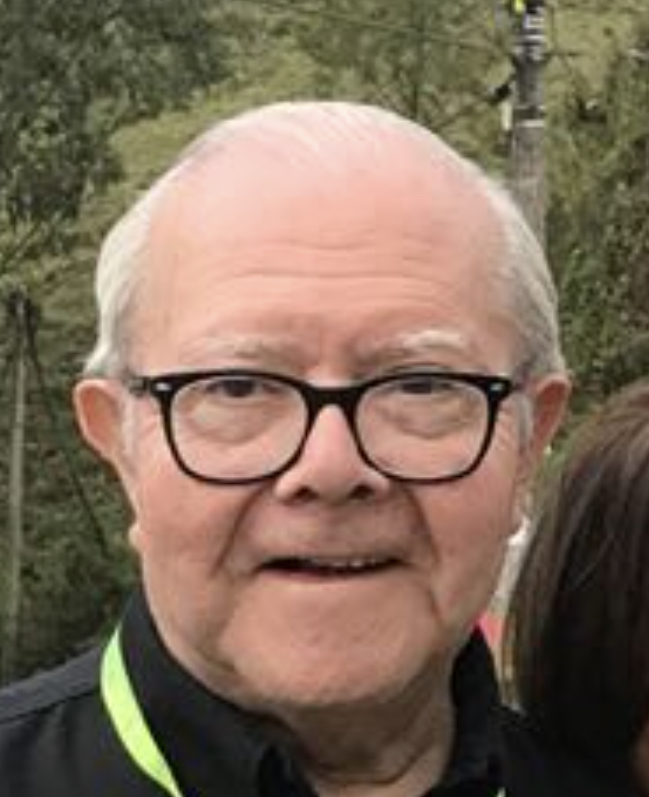
Juan Carlos Scannone, 2018

Juan Carlos Scannone SJ (* 2. September 1931 in Buenos Aires; † 27. November 2019 in San Miguel, Argentinien) war ein argentinischer Jesuit, Philosoph und Theologe.

## Leben
Juan Carlos Scannone wurde 1931 in eine Familie italienischer Einwanderer geboren und wuchs als einziges Kind seiner Mutter, einer Witwe, in seiner Heimatstadt Buenos Aires auf. Als Schüler lernte er die Jesuiten durch deren Kirche, die Iglesia del Salvador, in der er täglich die heilige Messe besuchte, durch Vorträge und als Beichtväter kennen. 1949 trat er in die Gesellschaft Jesu ein. Nach dem Noviziat in Córdoba studierte er ab 1951 Philosophie an der Philosophischen Fakultät der Universidad del Salvador in San Miguel und erlangte dort 1956 mit einer von Miguel Ángel Fiorito (1916–2005) betreuten Arbeit zu Thomas von Aquin das Lizentiat der Philosophie. Danach unterrichtete er an der Philosophischen Fakultät in San Miguel unter anderem Klassisches Griechisch. Einer seiner Schüler war der spätere Papst Jorge Mario Bergoglio. Sein Studium der Theologie an der Universität Innsbruck, unter anderem bei Karl Rahner und Hugo Rahner, schloss er 1962 mit dem Lizentiat der Theologie ab. Im gleichen Jahr empfing er die Priesterweihe. 1968 wurde Scannone von der Katholisch-Theologischen Fakultät der Ludwig-Maximilians-Universität München mit einer von Max Müller betreuten Dissertation über Das Band des Seins und des Seienden in der Aktion. Zum ontologischen Hintergrund der Frühschriften Maurice Blondels zum Dr. phil. promoviert. Ab 1968 lehrte er als Professor für Philosophie an der Philosophischen Fakultät der Universidad del Salvador, deren Dekan er mehrfach war. Er lebte in der Jesuitenkommunität des Colegio Máximo in San Miguel bei Buenos Aires.
Scannone war – zusammen mit Lucio Gera, Rafael Tello und Justino O’Farrell – einer der „Väter“ der argentinischen Ausprägung der Theologie der Befreiung, die meist als „Theologie des Volkes“ bezeichnet wird. Der Ausgangspunkt seiner Philosophie und Theologie war, im Unterschied zu einigen anderen Befreiungstheologen seiner Generation, nicht die (teilweise von marxistischen Kategorien geleitete) Analyse der Gesellschaft, sondern – unter anderem – die Wahrnehmung der Kultur, der Lebensweisheit der „einfachen Leute“ (gente humilde) und der Volksfrömmigkeit. Ausführlich und immer wieder setzte sich Scannone mit dem Werk von Maurice Blondel, Martin Heidegger, Jean-Luc Marion, Emmanuel Levinas, Paul Ricœur und Bernhard Welte auseinander. Er stand in regem Austausch mit Horacio Cerutti Guldberg, Enrique Dussel, Alberto Methol Ferré, Amelia Podetti, Ignacio Ellacuría, Gustavo Gutiérrez, Peter Hünermann, Pedro Trigo, Günter Rodolfo Kusch, Dina Picotti und Víctor Codina. Zusammen mit Lucio Gera hat er das theologische Denken von Papst Franziskus wesentlich geprägt. Mehr als zehn Jahre lebten Scannone und Bergoglio in derselben Kommunität in Buenos Aires.
Scannone war über lange Jahre Präsident der Argentinischen Theologischen Gesellschaft (Sociedad Argentina de Teología). Er leitete die Forschungsgruppe „Kirchliche Sozialethik“ der Organización de las Universidades Católicas de América Latina (ODUCAL) und die Theologische Kommission der Argentinischen Ordenskonferenz (Conferencia Argentina de Religiosos y Religiosas, CONFAR). Er war Berater des Lateinamerikanischen Bischofsrates (CELAM) und der Lateinamerikanischen Ordenskonferenz (Confederación Latinoamericana de Religiosos, CLAR). Ab 1969 gehörte er der Schriftleitung der Zeitschrift Stromata an, ab 1975 dem Redaktionsausschuss für Fundamentaltheologie der Zeitschrift Concilium. Scannone war Gastprofessor an zahlreichen Universitäten in Europa und in Nordamerika, so in Frankfurt am Main, München, Salzburg, Wien und Löwen. Er war Vorsitzender des Beirates Buenos Aires des Stipendienwerkes Lateinamerika–Deutschland und Mitglied des Ortsausschusses Buenos Aires des Katholischen Akademischen Ausländerdienstes (KAAD).
Juan Carlos Scannone erlag am 27. November 2019 den Folgen eines Schlaganfalls. Er wurde in der Kapelle des Colegio Máximo in San Miguel beigesetzt.

## Ehrungen
- Ehrendoktorwürde der Universidad Católica de Córdoba
- Ehrendoktorwürde des Istituto Universitario Sophia, Florenz (2019)[16]

## Schriften

### Als Autor
- Sein und Inkarnation. Zum ontologischen Hintergrund der Frühschriften Maurice Blondels. Alber, Freiburg und München 1968.
- Hacia una dialéctica de la liberación – tarea del pensar practicante en Latinoamérica hoy. In: Stromata, Jg. 27 (1971), Nr. 1, S. 23–60.
- Teología de la liberación y praxis popular. Aportes críticos para una teología de la liberación. Sígueme, Salamanca 1976, ISBN 84-301-0681-2.
- Volkspoesie und Theologie. Der Beitrag des „Martín Fierro“ zu einer Theologie der Befreiung. In: Concilium, Jg. 12 (1976), 295–287.
- Die Logik des Existentiellen und Geschichtlichen nach Karl Rahner. In: Herbert Vorgrimler (Hrsg.): Wagnis Theologie. Erfahrungen mit der Theologie Karl Rahners. Herder, Freiburg 1979, ISBN 3-451-18491-5, S. 82–98.
- Ein neuer Ansatz in der Philosophie Lateinamerikas. In: Philosophisches Jahrbuch, Jg. 89 (1982), S. 99–115.
- Sozialanalyse und Theologie der Befreiung. In: Zeitschrift für Missionswissenschaft und Religionswissenschaft, Jg. 69 (1985), S. 259–280.
- Nuevo punto de partida en la filosofía latinoamericana. Editorial Guadalupe, Buenos Aires 1989, ISBN 950-500-237-4.
- Weisheit und Befreiung. Volkstheologie in Lateinamerika. Patmos, Düsseldorf 1992, ISBN 3-491-77930-8.
- Fenomenología y hermenéutica en la „fenomenología de la donación“ de Jean-Luc Marion. In: Stromata, Jg. 61 (2005), S. 179–193.
- Obras selectas. Anthropos, Rubí
  - Bd. 1: Religión y nuevo pensamiento. Hacia una filosofía de la religión para nuestro tiempo desde América Latina. 2005, ISBN 978-84-7658-732-4.
  - Bd. 2: Discernimiento filosófico de la acción y pasión históricas. Planteo para el mundo global desde América Latina. 2009, ISBN 978-84-7658-914-4.
- Autobiografía intelectual. In: José María Cantó, Pablo Figueroa (Hrsg.): Filosofía y teología en diálogo desde América Latina. Homenaje a Juan Carlos Scannone, sj en su 80 cumpleaños. Editorial Universidad Católica, Córdoba 2011, S. 19–39.
- Lucio Gera: Un Teologo «dal» Popolo. In: La Civiltà Cattolica, Jg. 166 (2015), Heft 3954, S. 539–550.
- Gerechtigkeit, Erkenntnis und Spiritualität. In: Stimmen der Zeit, Jg. 140 (2015), S. 417–419.
- El Papa del pueblo. Conversaciones con Bernadette Sauvaget. Editorial PPC, Buenos Aires 2017, ISBN 978-84-288-3157-4.
- Medellín und die lateinamerikanische Philosophie. In: Margit Eckholt (Hrsg.): Religion als Ressource befreiender Entwicklung. 50 Jahre nach der 2. Konferenz des lateinamerikanischen Episkopats in Medellín: Kontinuitäten und Brüche. Matthias-Grünewald-Verlag, Ostfildern 2019, ISBN 978-3-7867-3152-8. S. 219–230.
- The gospel of mercy in the spirit of discernment. Pope Francis’ social ethics. Coventry Press, Bayswater 2019, ISBN 978-0-9876431-6-2.

### Als Herausgeber
- Sabiduría popular, símbolo y filosofía. Diálogo internacional en torno a una interpretación latinoamericana. Editorial Guadalupe, Buenos Aires 1984, ISBN 950-500-095-2.
- mit Peter Hünermann: América Latina y la Doctrina Social de la Iglesia, fünf Bände. Ediciones Paulinas, Buenos Aires 1991–1993
  - Bd. 1: Reflexiones metodológicas. 1992. ISBN 950-09-0967-7.
  - Bd. 2: Identidad cultural y modernización. 1992. ISBN 950-09-0980-4.
  - Bd. 3: Pobreza y desarrollo integral. 1993. ISBN 950-09-1011-X.
  - Bd. 4: Democracia: derechos humanos, orden político, zwei Teilbände. 1993. ISBN 950-09-1061-6 und ISBN 950-09-1053-5.
  - Bd. 5: Trabajo y capital. Perfiles de un nuevo orden económico y social. 1993.
- mit Peter Hünermann und Carlos María Galli: Lateinamerika und die Katholische Soziallehre. Matthias-Grünewald-Verlag, Mainz 1993
  - Bd. 1: Wissenschaft, kulturelle Praxis, Evangelisierung. Methodische Reflexionen zur katholischen Soziallehre. ISBN 3-7867-1700-1.
  - Bd. 2: Armut. Herausforderung für Wirtschafts- und Sozialordnung. ISBN 3-7867-1701-X.
  - Bd. 3: Demokratie. Menschenrechte und politische Ordnung. ISBN 3-7867-1740-0.
- mit Helmut Hoping und Bernhard Fraling: Kirche und Theologie im kulturellen Dialog. Für Peter Hünermann. Herder, Freiburg 1994. ISBN 3-451-23330-4.

### Bibliographie
- Iván Ariel Fresia: Indice bibliográfico de Juan Carlos Scannone. In: Stromata, Jg. 59 (2003), S. 3019–317.